# A Single Life
A Single Life ist ein niederländischer Kurzfilm von Marieke Blaauw, Joris Oprins und Job Roggeveen aus dem Jahr 2014.

## Handlung
Die junge Pia will gerade ein Stück Pizza essen, als es an ihrer Tür klingelt. Als sie öffnet, liegt ein Umschlag auf ihrer Fußmatte, der die Vinylsingle A Single Life enthält. Pia spielt das Lied auf ihrem Plattenspieler ab und entdeckt durch einen Zufall, dass durch das Drehen der Platte ihr Lebenslauf beeinflusst wird, so ist nach einem Plattensprung plötzlich ihr Pizzastück fast aufgegessen. Pia versetzt die Plattennadel und sieht sich plötzlich einige Jahre in die Zukunft katapultiert. Sie ist schwanger, ein weiterer Plattenvorlauf und sie hält ein schreiendes Baby im Arm. Weitere Spielereien mit der Plattennadel machen sie zum Kleinkind und später zur Frau im Rollstuhl. Hier hat die Platte einen Sprung und verhindert mehrfach, dass Pia zum Plattenteller gelangen kann. Ein weiterer Stoß der Plattennadel zeigt Pia in hohem Alter. Während sie mit ihrer Gehhilfe noch zum Plattenspieler geht, endet das Lied und statt Pia steht plötzlich eine Urne im Zimmer.

## Produktion
A Single Life entstand infolge eines Wettbewerbs, in dem Kurzfilme gesucht wurden, die als Vorfilme im Kino laufen könnten. Die Idee zu A Single Life gehörte zu einem von vier Gewinnern und setzte sich gegen ca. 100 Mitbewerber durch.
Der Film wurde vom Animationsstudio Job, Joris & Marieke – Marieke Blaauw, Joris Oprins und Job Roggeveen – geschrieben, produziert, entworfen und animiert; die drei führten zudem Regie. Die Animation erfolgte mit Cinema 4D; die Produktionszeit betrug drei Monate. Der Film enthält keine Dialoge. Das Lied A Single Life, das im Film zu hören ist, stammt von Happy Camper feat. Pien Feith.

## Auszeichnungen
A Single Life wurde 2015 für einen Oscar in der Kategorie Bester animierter Kurzfilm nominiert, konnte sich jedoch nicht gegen Liebe geht durch den Magen durchsetzen. Auf dem San Francisco International Film Festival wurde er mit dem Golden Gate Award für den Besten Kurzfilm ausgezeichnet.